# آندری میرنف (بازیگر)
آندری اَلکساندرُویچ میرُنُف (روسی: Андре́й Алекса́ндрович Миро́нов؛ ‏ ۷ مارس ۱۹۴۱ – ۱۶ اوت ۱۹۸۷) بازیگر سینما و تئاتر و خواننده اهل کشور اتحاد جماهیر سوسیالیستی شوروی بود. وی در برخی از محبوب‌ترین فیلم‌های ساخت شوروی، نقش‌های اصلی را بازی کرد. این هنرمند بین سال‌های ۱۹۶۰ تا ۱۹۸۷ میلادی فعالیت می‌کرد.
از فیلم‌ها یا مجموعه‌های تلویزیونی که وی در آن‌ها نقش داشته‌است، می‌توان به سالی به درازای زندگی، سایه و گربه‌ای به نام لئوپولد اشاره نمود.